# Paolo Agazzi
Paolo Agazzi Sacchini (Motta Baluffi, Cremona, Italia; 5 de mayo de 1946) es un director de cine ítalo-boliviano.

## Biografía
Paolo Agazzi nació el 5 de mayo de 1946 en Cremona, Italia. Estudió Ciencias Políticas y Económicas en la Universidad Estatal de Milán. Posteriormente estudia guion y dirección en la Civica Scuola di Cinema, también en Milán.
Luego de realizar  algunos trabajos de filmación en Italia, migra a Bolivia en 1976 y se une a la Productora Ukamau dirigida por Antonio Eguino, participando en varias películas como Chuquiago (1977) en la que realizó las tareas de productor ejecutivo y ayudante de dirección. A finales de la década de 1970 y principios de la de 1980 dirigió el Taller de Cine de la Universidad Mayor de San Andrés, y  el Taller de Cine Ukamau.
Luego de trabajar como director de canales de televisión y realizar varias producciones para ese formato, funda su productora cinematográfica llamada Pegaso en la ciudad de La Paz. Su primer largometraje, Mi socio (1982), fue aclamado, premiado internacionalmente y se convirtió en la película boliviana más taquillera.
Desde entonces ha trabajado como director y productor de varios filmes realizados en el país sudamericano.

## Filmografía

### Como director
- Mi socio (1982)
- Los hermanos Cartagena (1985)
- El día que murió el silencio (1998)
- El atraco (2004)
- Sena/Quina, la inmortalidad del cangrejo (2005)

### Como productor
- American Visa - Director Juan Carlos Valdivia (2003)
- Escríbeme postales a Copacabana - Director Thomas Kronthaler (2009)
- Sigo siendo el rey (2017)